# ماربین (اردستان)
ماربین ، ماربین معرب واژهی مهربین یا مهرین و یکی از مهم ترین شهرهای دوره ی ساسانی در اطراف اصفهان بوده است: بلوک ماربین در حال حاضر منطقه آتشگاه اصفهان می باشد.
در خصوص وجه‌تسمیه ماربین دو روایت نقل شده است:
- اهالی معتقدند اگر از فراز کوه آتشگاه به رودخانه زاینده رود بنگرید که به سمت این منطقه می‌آید، آن را همانند ماری می‌بینید که به پیش می‌آید. به همین جهت به آن ماربین می‌گویند.